# Буйна
«Буйна» — український драматичний двосерійний художній фільм, знятий режисером Віктором Василенком на кіностудії «Укртелефільм». Сюжет описує драматичне життя малярки Катерини Білокур, у фільмі використані її картини і листи.

Вперше фільм транслювали на телеканалі УТ-1 1990 року.

## Сюжет
Стрічка починається з епізоду коли вже літню Катерину Білокур привозять в лікарню на лікування. Після кількох днів лікування стан здоров'я Білокур залишається критичним, однак вона все одно сподівається на швидке одужання. Проходячи лікування, Білокур починає згадувати свій життєпис: те як вона народилася в селі Богданівка в 1900 році й з раннього дитинства мріяла стати маляркою, однак всі спроби малювання присікалися її батьком. Та не зважаючи на батькове несхавлення професії маляра, Білокур продовжувала самостійно вчитися малярству. 
Білокур виростає й перетворюється з маленької дівчинки у вродливу пані з якою б не проти були одружитися парубки на селі, однак до своїх шанувальників вона байдужа адже її головна жага - це жага до живопису. З роками батько продовжує забороняти Білокур малювати, й згодом дарує їй швейну машинку в надії що це призведе до зміни її вподобань. Та не зважаючи на намагання батька поховати намагання доньки стати маляркою, Білокур все ж продовжує плекати свою мрій присвятити себе живопису та потайки від батька пробує вступити до місцевого художнього технікум. Однак самоуці Білокур відмовляють у вступі до технікумі, адже у неї немає документа навіть про закінчення семирічної школи. Та навіть ця невдача не зломлює непереможний дух дівчини стати професійною маляркою й з року в рік вона продовжує долати перешкоди на шляху до її мрії стати справжнім малярем...

## У ролях
| Актор               | Роль                  |
| ------------------- | --------------------- |
| Раїса Недашківська  | Катерина Білокур      |
| Віталій Розстальний | батько Катерини       |
| Наталка Лотоцька    | мати Катерини         |
| Михайло Голубович   | старший брат Григорій |
| Костянтин Шафоренко | молодший брат         |
| Валерій Легін       | несуджений            |
| Вадим Горкуценко    | вчитель               |
| Ірина Дорошенко     | невістка              |
| Валентин Троцюк     | мистецтвознавець      |

А також: Анатолій Барчук, Гафія Болотова, Олена Іллєнко, Тарас Кирейко, Вікторія Корсун, Олена Кривда, Людмила Лобза, Валентина Масенко, Алла Усенко, Ігор Халізов, Олена Чекан.

## Творча група
- Автор сценарію: Валентина Лебедєва
- Режисер-постановник: Віктор Василенко
- Оператор-постановник: Микола Гончаренко
- Художник-постановник: Едуард Колесов
- Звукооператори: Ірина Четверикова, Віктор Коляда
- Режисер: Жанна Гусакова
- Художник по костюмах: Лариса Жуовська
- Художник по гриму: Олег Глинський
- Режисери монтажу: Ольга Книженко, Галина Котлярова
- Музичний редактор: Раїса Самійленко
- Редактор: Галина Криворчук
- У фільмі прозвучали уривки із симфонії №2 «St. Florian» для хору та симфонічного оркестру Альфреда Шнітке

## Виробництво
Після того як режисер фільму Віктор Василенко затвердив Раїсу Недашківську на головну роль Катерини Білокур, Недашківська проробила значну підготовчу роботу перед початком фільмування аби мати змогу краще влитися в роль малярки; так Недашківська стверджувала, що перед фільмуванням вона "бачилася, стрічалася з бабами, які знали Катерину". Згодом Недашківська зауважувала в інтерв'ю українським журналістам що вона надзвичайно вдячна Василенку, за те що він довірив їй зображати Катерину Білокур у мінісеріалі «Буйна» й підкреслила що про таку роль "можна лише мріяти".

## Відгуки кінокритиків
Жанна Безп'ятчук з видання Український журнал схвально відгукнулася про фільм та зазначила що "«Буйна» за рівнем режисури взагалі кіно унікальне, рівня Антоніоні та Бергмана. Тут за режисурою стоїть не награне, не театральне розуміння долі народної художниці із закляклими від хатнього холоду пальцями, самотньої серед жахіть сталінізму, війни, руїни українського села з усіма його патріархальними забобонами, нетолерантністю."
Сергій Тримбач з видання День позитивно відгукнувся про акторку, що виконала головну роль Катерини Білокур — Раїсу Недашківську, — та пояснив її успіх в цій ролі здатністю добре перевтілюватися у образ малярки й "тінню проходити через кілька історичних часопросторів" та ще й "візуалізувати фантазійний сегмент, адже її героїня живе не стільки реальним, стільки ірреальним життям".